# Portillo
Portillo é um município da Espanha na província de Valladolid, comunidade autónoma de Castela e Leão, de área 64,4 quilômetros quadrados com população de 2551 habitantes (2007) e densidade populacional de 40,50 hab/km².

## Demografia
| Variação demográfica do município entre 1991 e 2004 | Variação demográfica do município entre 1991 e 2004 | Variação demográfica do município entre 1991 e 2004 | Variação demográfica do município entre 1991 e 2004 |
| --------------------------------------------------- | --------------------------------------------------- | --------------------------------------------------- | --------------------------------------------------- |
| 1991                                                | 1996                                                | 2001                                                | 2004                                                |
| 2552                                                | 2562                                                | 2574                                                | 2598                                                |